# 苗栗縣後龍鎮海寶國民小學
苗栗縣後龍鎮海寶國民小學，簡稱海寶國小，位於臺灣苗栗縣後龍鎮海寶里苗9線公路沿線，於1977年成立。前身為1966年創立的苗栗縣大山國民學校海寶分班及後來的苗栗縣大山國民學校海寶分校。海寶國小以新詩著名，出版過數本童詩集。

## 歷史
海寶國小校址位於中港溪出海口附近，原先是當地居民承租作農耕用的國有地，經時任鎮民代表黃火印斡旋後才取得校地。1966年8月1日，苗栗縣大山國民學校海寶分班成立，1970年8月1日改為海寶分校，1977年8月1日成立為苗栗縣海寶國民小學:435、448。
自首任校長陳枝文開始推廣後，海寶國小陸續出版《含羞草》、《海寶的秘密》、《小龍兒》、《大海的孩子》等數本童詩集，使創作童詩成為海寶國小的傳統，其中《海寶的秘密》及《小龍兒》在海外有泰文譯本:449。校內有正式的新詩課程，以及苗栗縣唯一的新詩教學教室，為學校一大特色。

## 學生
2024年、民國113學年度，海寶國小學生有38人、教職員工15人；1至6年級共有6班，每年級設1班，學生有4成為新住民二代。

## 建築
海寶國小校地面積10,860平方公尺:448。2019年3月，原教學大樓由於缺乏地樑、耐震力不足，獲苗栗縣政府補助8735萬元拆除重建。新校舍以「海中珍寶、浩瀚學海」為理念，取名寶瀚樓，於2020年7月完工。大樓樓高兩層，外型為一大船，建築以藍色為主要配色，融入海洋及帆船意象；樓梯配色則採用彩虹色調，象徵多元族群間的融合。
2022年，校舍獲得建築園冶獎。